# 老山水
老山水，又名秀塘河，位于中国广东省广州市花都区，是流溪河的支流。老山水发源于鸡枕山，流经蠄蝶石、七星、黄竹湖、黄秀塘至石角汇入流溪河。干流长16.7公里，流域面积36.8平方公里。